# Antergos
Antergos （先前被稱為Cinnarch）是一個基於Arch Linux的Linux發行版（操作系統），來自加利西亚。其預設GNOME 3作爲桌面环境，但也支持Cinnamon、KDE、MATE、Xfce及Openbox等桌面環境或窗口管理器。
Antergos在2012年7月首次於DistroWatch被報道（其當時的名稱仍爲「Cinnarch」），並於2013年5月被評為DistroWatch流行發行版排行榜的前30名。
加利西亞中「Antergos」的意義為：「祖先」。對於這一項目而言，其寓意着「連接過去與現在」。
由於缺乏貢獻者，2019年5月21日宣佈停止開發。

## 歷史與開發
該專案初始時以Cinnarch作爲名稱，並以Cinnamon作爲桌面环境。後者是GNOME Shell的一個分支，由Linux Mint團隊所開發。2013年4月，開發團隊將預設的桌面環境由Cinnamon切換到GNOME 3.6版本，對開發團隊來說，要保持使用Cinnamon是一件相當困難的事情（因為Cinnamon的開發者並沒有把相容於最新版的GTK函式庫做為優先項目）。而由於採用滾動更新模式，這一問題更爲顯著。此發行版就因此改名為Antergos，並在2013年5月12日以新名稱釋出。
其他在預設的系統設定中的變更包括了：使用Nautilus取代了Nemo作為預設的檔案管理員，GDM取代了MDM（Mint显示管理器）作為預設的显示管理器，Empathy取代了Pidgin作為預設的即時通訊客戶端。
自2014.05.26版本開始，該項目與Numix项目合作，引入了Numix-Square图标及专有的Numix-Frost主题。
在2015年5月7日，该项目释出了一个仅包含必要组件的最小化ISO映像。

## 安裝
Antergos採用了圖形化的安裝程式「Cnchi」及一個文字介面的安裝程式。安裝程式會先啓動到GNOME桌面環境，但在安裝過程中可以選擇GNOME 3、Cinnamon、KDE、Xfce、Openbox及MATE桌面環境。要開始安裝並在安裝前更新Cnchi安裝器必須要有網路連線。

## 軟體包管理
由於基於Arch Linux，Antergos是一個滚动更新的發行版，採用了Arch Linux的官方套件庫及AUR，並配有其自有的套件庫。
同時，其軟體包管理是通過Pacman進行的，這與Arch Linux一致。但與後者不同的是，其另外配有一個圖形用戶介面的pacman前端——Pamac。
Antergos並不預設附帶任何辦公室套件。但從最早的Cinnarch版本起，其就配有“Arch Linux的LibreOffice安裝程式”，因而選擇並下載需要的LibreOffice組件並不困難。

## 版本
以Cinnarch爲名稱的第一個ISO映像檔於2012年5月7日釋出。當時，在Arch Linux的論壇上也有文章通告。而第一個以Antergos爲名稱的版本在2013年5月12日釋出。

## 外部連結
- 官方网站
- 官方wiki[永久]
- 官方論壇